# Gates of Eden
Pistes de Bringing It All Back Home
Mr. Tambourine Man It's Alright, Ma (I'm Only Bleeding)
Gates of Éden (« Les Portes d'Éden ») est une chanson de Bob Dylan. Écrite dès février 1964, elle n'est parue qu'en mars 1965, sur la face acoustique de son cinquième album, Bringing It All Back Home. En juillet de la même année, elle sert de face B au single Like a Rolling Stone.
Elle apparaît également sur l'album live The Bootleg Series Vol. 6, enregistré en octobre 1964.